# Elton John
Elton Hercules John (ur. 25 marca 1947 w Londynie jako Reginald Kenneth Dwight) – brytyjski piosenkarz, kompozytor, pianista i okazjonalnie aktor. Aktywista społeczny, założyciel Elton John AIDS Foundation.
Od 1967 współpracuje z tekściarzem Berniem Taupinem, z którym stworzył ponad 30 albumów studyjnych. Nakład ze sprzedaży jego wydawnictw muzycznych przekroczył ponad 300 mln egzemplarzy, co czyni go jednym z najbardziej uhonorowanych artystów wszech czasów. Za sprzedaż swoich albumów studyjnych i kompilacji w USA odebrał jedną diamentową płytę, jedną 16-krotnie platynową, jedną siedmiokrotnie platynową, dwie pięciokrotnie platynowe, cztery podwójnie platynowe, 14 platynowych i 12 złotych. Wylansował kilkadziesiąt przebojów, w tym m.in.: „Your Song”, „Rocket Man (I Think It’s Going to Be a Long, Long Time)”, „Crocodile Rock”, „Goodbye Yellow Brick Road”, „Don’t Go Breaking My Heart”, „Don’t Let the Sun Go Down on Me”, „Sorry Seems to Be the Hardest Word”, „Blue Eyes”, „I’m Still Standing”, „Nikita”, „That’s What Friends Are For”, „Sacrifice”, „Can You Feel the Love Tonight”, „Circle of Life”, a singel „Something About the Way You Look Tonight”/„Candle in the Wind 1997” został sprzedany w nakładzie ponad 33 mln kopii na całym świecie oraz stał się najlepiej sprzedającym się singlem wszech czasów w Wielkiej Brytanii i Stanach Zjednoczonych.
Laureat sześciu nagród Grammy, czterech Brit Awards, dwóch Oscarów, Złotego Globu i Tony Award. W 2024 otrzymał nagrodę Emmy, co czyni go jedną z osób, które otrzymały EGOT. Został wprowadzony do Songwriters Hall of Fame i Rock and Roll Hall of Fame. W 2004 magazyn muzyczny „Rolling Stone” zaklasyfikował go na 49. miejscu na liście „100 najlepszych artystów wszech czasów”. W 2008 został uznany trzecim najbardziej utytułowanym artystą wszech czasów według „Billboardu”. W 2013 otrzymał nagrodę im. Johnny’ego Mercera od organizacji Songwriters Hall of Fame. W 2023 zakończył działalność koncertową.

## Życiorys

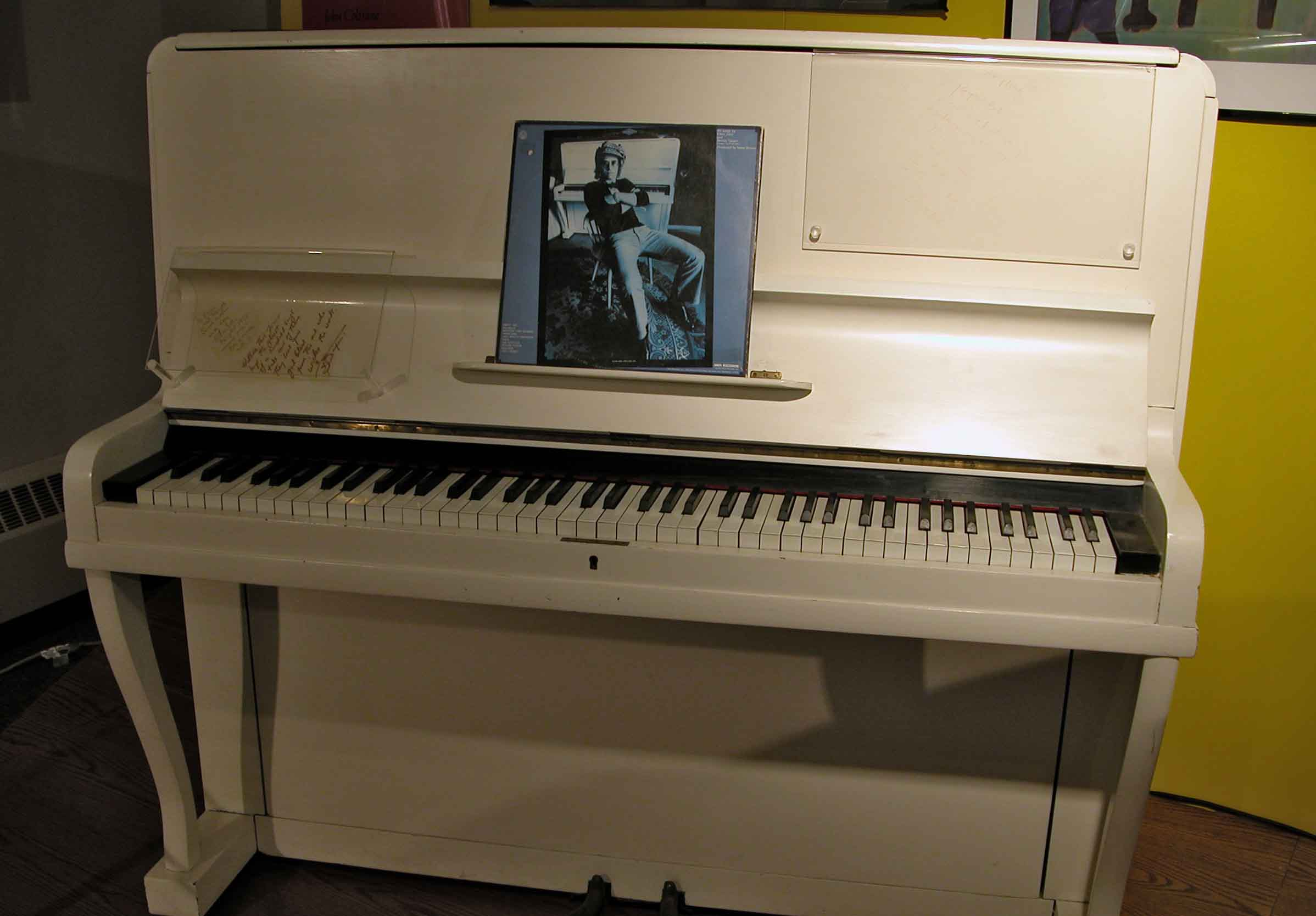
Pianino z 1910, na którym John skomponował swoje pierwsze utwory.

Urodził się jako Reginald Kenneth Dwight w Pinner na przedmieściach Londynu, w domu komunalnym przy Hill Road 55, w którym mieszkała jego babka ze strony matki. Jest synem Sheili z domu Harris i Stanleya Dwightów, którzy pobrali się w styczniu 1945. Jego matka rozwoziła mleko, a ojciec był żołnierzem Royal Air Force i amatorsko grał na trąbce, a swoją przyszłą żonę poznał w trakcie koncertu w North Harrow. John w wielu wywiadach wspominał, że miał trudne relacje z rodzicami, którzy często się kłócili. Twierdził, że miał lepsze relacje z matką niż z ojcem. W wywiadzie dla CBS Sunday Morning określił matkę jako socjopatkę, a w felietonie dla „The Guardian” z 2019 ujawnił, że ojciec był często nieobecny w domu, a gdy wracał, krytykował m.in. sposób zachowania i ubierania się syna. Opisując rodziców w artykule, dodał: Mój tata był surowy, odległy i miał okropny temperament; mama była kłótliwa i skłonna do ponurych nastrojów. Kiedy byli razem, pamiętam tylko lodowate milczenie lub krzyki awantur. Kłótnie zwykle dotyczyły mnie i tego, jak się wychowałem. Chcąc odciąć się od kłótni rodziców, zamykał się w swoim pokoju, gdzie słuchał muzyki i czytał komiksy. Gdy miał 13 lat, jego rodzice się rozwiedli, po czym zawarli nowe związki małżeńskie; Sheila wyszła za Freda Farebrothera.
Jako dziecko wykazywał słuch muzyczny. Kiedy miał trzy lata, rozpoczął naukę gry na fortepianie, na którym grał podczas rodzinnych uroczystości. W wieku siedmiu lat zaczął pobierać profesjonalne lekcje gry. W 1958 rozpoczął naukę w County Grammar School w Pinner. W tym samym roku, dzięki zdobyciu stypendiów, zaczął uczyć się w Królewskiej Akademii Muzycznej, w której grywał m.in. kompozycje Chopina, Mozarta, Beethovena i Bacha. Po pięciu latach opuścił szkołę.

## Kariera zawodowa

### 1962–1969: od pianisty w pubie do autora piosenek
Kiedy miał 15 lat, dzięki pomocy ojczyma został weekendowym pianistą pobliskiego pubu Northwood Hill, gdzie grał utwory country z repertuaru Jima Reevesa, pubowe szlagiery (np. „Roll Out the Barrel”) oraz przeboje Elvisa Presleya, Johnniego Raya i Ala Johnsona. Przez kilka miesięcy grał też z zespołem The Corvettes w miejscowych klubach młodzieżowych. W wieku 17 lat opuścił szkołę Royal Academy of Music, by w pełni skupić się na karierze muzycznej. W 1964 poznał wokalistę Longa Johna Baldry’ego i saksofonistę Eltona Deana, z którymi stworzył zespół Bluesology, w którym grał na pianinie i organach. Wspólnie wydali dwa single – „Come Back Baby” i „Mr Frantic”, a także współpracowali jako muzycy koncertowi z Patti LaBelle, Majorem Lance’em, Fontellą Bass i Lee Dorseyem.

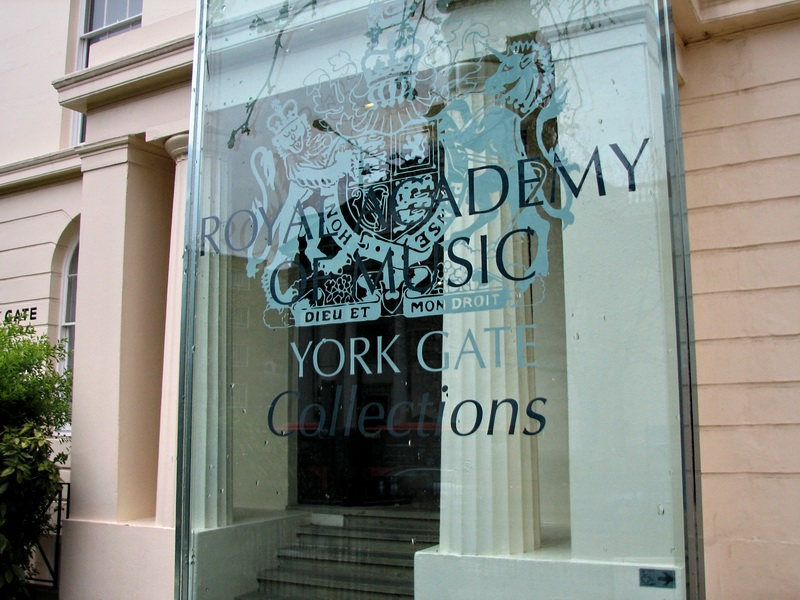
Royal Academy of Music w Londynie, do której uczęszczał John.

Znużony graniem w Bluesology, odpowiedział na ogłoszenie prasowe wytwórni Liberty, szukającej nowych talentów, i nagrał kilka piosenek, jednak nie zainteresował nimi przedstawicieli wytwórni. Po przesłuchaniu otrzymał od Raya Williamsa, producenta pracującego w wytwórni, plik tekstów Berniego Taupina, z którym podjął współpracę. Zaczęli wspólnie pisać piosenki z myślą o sprzedaniu ich innym wykonawcom. W grudniu 1967 odszedł z Bluesology, by skupić się na solowej twórczości, którą rozwijał jako podopieczny wytwórni Dick James Music (DJM). Przyjąwszy pseudonim artystyczny 'Elton John (który był inspirowany Eltonem Deanem i Longiem Johnniem Baldry’em z zespołu Bluesology), w marcu 1968 wydał swój debiutancki singiel – „I’ve Been Loving You”.

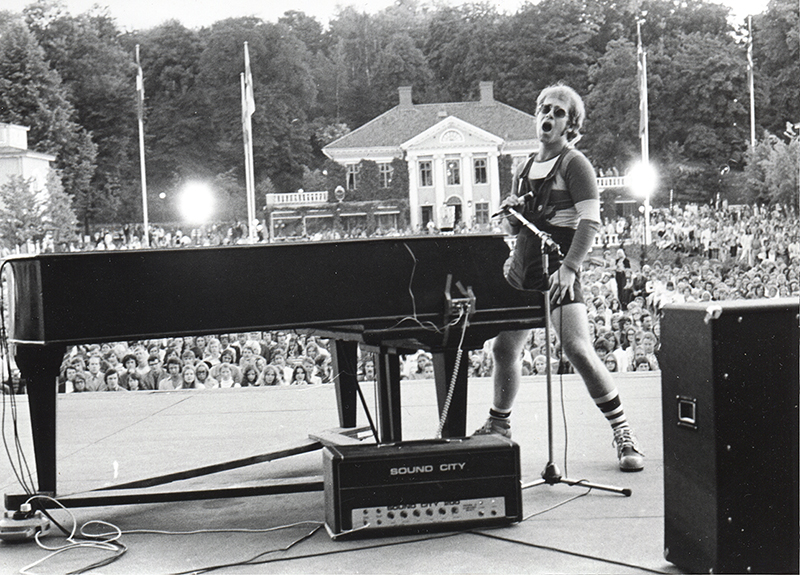
John w Liseberg (1971)

Dorabiał, pracując jako muzyk sesyjny; nagrywał chórki dla Toma Jonesa i współtworzył nagrania dla The Scaffold, The Barron Knights czy Tony’ego Kinga, a także nagrywał covery przebojów umieszczane na składankach wydawanych przez wytwórnię Marble Arch i dystrybuowanych w supermarketach. W styczniu 1969 wydał singiel „Lady Samantha”, który grany był w rozgłośniach radiowych, a jego cover nagrał na swoją płytę amerykański zespół Three Dog Night. Ponadto wraz z Berniem Tuplinem napisał utwór „I Can’t Go on Living without You”, jedną z propozycji nagranych przez Lulu na potrzeby programu A Song for Europe wyłaniającego propozycję reprezentującą Wielką Brytanię w 14. Konkursie Piosenki Eurowizji. W tym okresie wraz z Tuplinem napisał piosenki również dla Cilli Black i Engelberta Humperdincka.
6 czerwca 1969 wydał pod szyldem wytwórni DJM pierwszy, solowy album studyjny pt. Empty Sky, który rozszedł się w zaledwie kilku tysiącach egzemplarzy. W ramach promocji płyty zaczął grać solowe koncerty.

### 1970–1973: od debiutanckiego albumu doGoodbye Yellow Brick Road
Po wydaniu debiutanckiej płyty zaczął gromadzić z Taupinem materiał na kolejny album. Płytę, zatytułowaną po prostu Elton John, wydał w kwietniu 1970 i zdobył za nią uznanie krytyków. Promował ją singlem „Your Song”, który stał się międzynarodowym przebojem. Po premierze albumu ruszył w trasę promocyjną po Europie (wystąpił m.in. we Francji i Belgii) i zagrał na Krumlin Festival w Yorkshire. Otrzymał też propozycję występowania jako zespół towarzyszący Jeffowi Beckowi podczas jego trasy koncertowej po USA, jednak ówczesny agent Johna – Dick James – odrzucił ofertę. Mimo to wyruszył w ramach promocji do Stanów, gdzie z pomocą wytwórni Uni Records wypuścił album do sprzedaży i zagrał kilka koncertów. W trakcie koncertów zaczął szokować publiczność ekstrawaganckim strojem (zakładał widowiskowe kostiumy projektu Tommy’ego Robertsa) i zachowaniem (np. wygibasami podczas gry na fortepianie), co zapewniło mu zainteresowanie mediów.

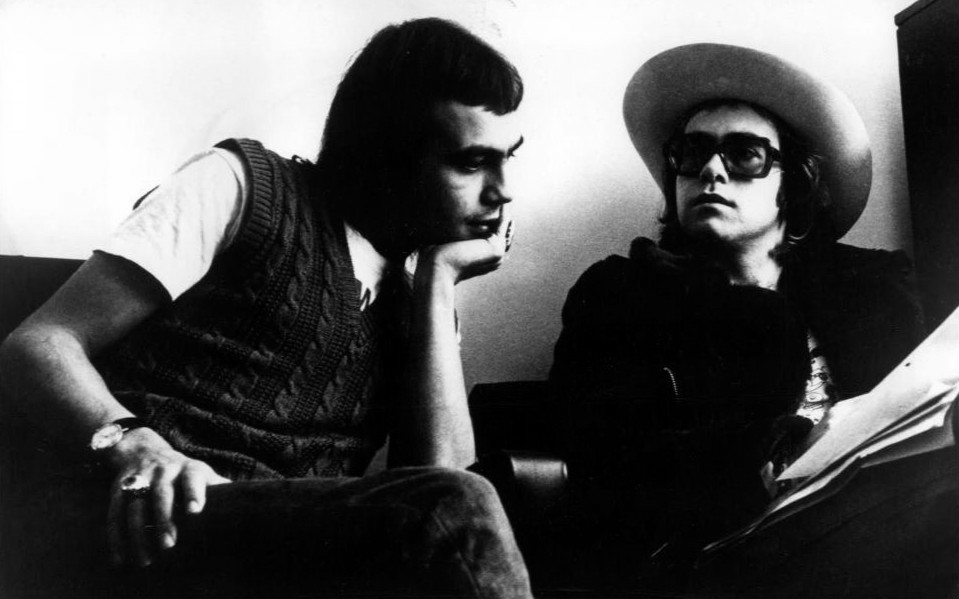
Bernie Taupin i John (1971)

Po powrocie do Wielkiej Brytanii wystąpił jako support przed koncertem Sandy Denny w Royal Albert Hall. W tym okresie zaczął występować ze swoim zespołem muzycznym, który tworzyli basista Dee Murray i perkusista Niggel Olsson, z którymi w 1970 odbył trasę koncertową po Anglii. W marcu 1971 nagrał, a w październiku wydał album pt. Tumbleweed Connection, który dotarł do drugiego miejsca na liście UK Albums Chart. Po premierze płyty ponownie wyleciał do USA, gdzie supportował podczas koncertów Leona Russella i zespoły: The Byrds, Poco, The Kinks i Derek and the Dominos. Również w 1971 wydał jeszcze ścieżkę dźwiękową do filmu Friends, album koncertowy pt. 11-17-70 i album studyjny pt. Madman Across the Water. Ostatnie z wydawnictw promował singlami: „Tiny Dancer” (ballada dedykowana pierwszej żonie Taupina) i „Levon” oraz uzyskał za niego status podwójnej złotej płyty w USA, gdzie album dotarł do ósmego miejsca na liście Billboard 200. Również w 1971 zagrał serię koncertów w Japonii, Nowej Zelandii i Australii, a także odebrał swoją pierwszą w karierze nagrodę Grammy – za najlepszą muzykę filmową (Friends).

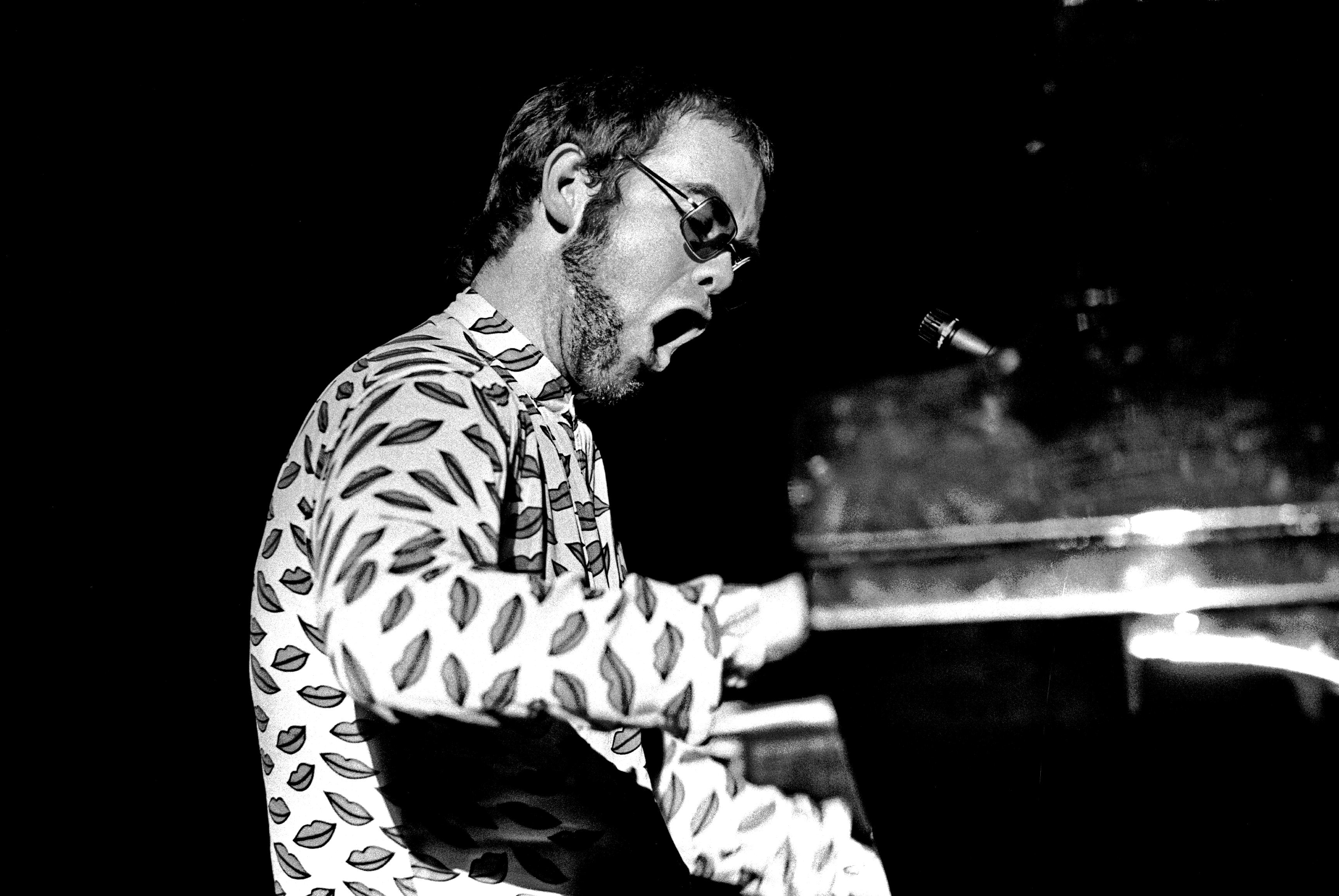
John w Hamburgu, 1972

W styczniu 1972 w miejscowościach Château d’Hérouville i w Pontoise zrealizował nagrania do piątego albumu pt. Honky Château, który wydał trzy miesiące później. Z płytą dotarł do pierwszego miejsca na liście Billboard 200 (pozostała tam przez pięć tygodni) i do drugiego miejsca w notowaniu UK Albums Chart. Wydawnictwo promował singlami: „Honky Cat” i „Rocket Man (I Think It’s Going to Be a Long, Long Time)”, który dotarł do drugiego miejsca na liście UK Singles Chart i szóstego miejsca w zestawieniu Hot 100 oraz zdobył status potrójnej platynowej płyty za sprzedaż w USA. Jeszcze przed rozpoczęciem nagrań, w maju 1972 oficjalnie zmienił dane osobowe na Elton Hercules John. Również w 1972 założył wytwórnię Rocket Records, w której ramach podpisał kontrakt m.in. z Kiki Dee i Neilem Sedaką. Zagrał też gościnnie w filmie muzycznym Born to Boogie, po czym wrócił do Château d’Hérouville, gdzie rozpoczął nagrania albumu pt. Don’t Shoot Me I’m Only the Piano Player. Po wydaniu płyty w styczniu 1973 wyruszył w trasę koncertową, podczas której szokował publiczność ekstrawaganckimi kreacjami, a na scenie towarzyszył mu tancerz stepu Legs Larry Smith.
W maju 1973 zaczął pracę nad kolejną płytą. Początkowo nagrywał w studiu Dynamic Sounds na Jamajce, gdzie zarejestrował piosenkę „Saturday Night (Alright for Fighting)”, ale z powodu słabych warunków studyjnych pracę kontynuował w Château d’Hérouville we Francji. Podwójny album pt. Goodbye Yellow Brick Road ukazał się 5 października 1973, zawierał przeboje: „Bennie and the Jets”, „Candle in the Wind”, „Goodbye Yellow Brick Road” i „Saturday Night’s Alright for Fighting”, dotarł do pierwszego miejsca na licznych listach przebojów na świecie i został sprzedany w ponad 30 mln egzemplarzy, pozostając najlepiej sprzedającym się albumem studyjnym w dyskografii Johna. Również w 1973 artysta razem z Johnem Raidem, Berniem Taupinem i Gusem Dudgeonem założył wytwórnię płytową Rocket, dzięki której wyłaniali nowe talenty muzyczne.

### 1974–1980: odCaptain Fantastic and the Brown Dirt Cowboydo21 at 33

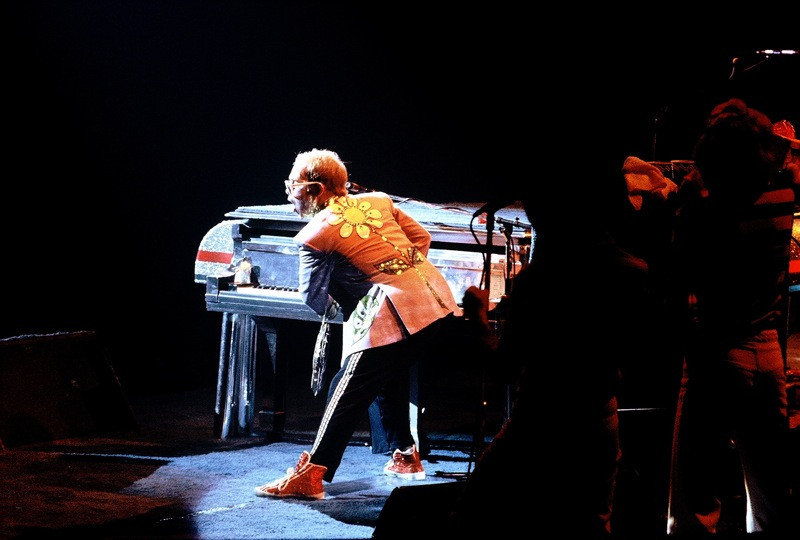
John podczas koncertu (1975)

Na początku 1974 rozpoczął nagrania materiału na album pt. Caribou, nad którym pracował w studiu Caribou Ranch w Górach Skalistych i który wydał w czerwcu 1974. Wcześniej odwołał brytyjską i europejską część swojej trasy koncertowej z powodu wyczerpania fizycznego. Latem nagrał kolejny album, Captain Fantastic and the Brown Dirt Cowboy, na który piosenki stworzył podczas ostatniego rejsu statku SS France z Southampton do Nowego Jorku. Płyta, którą opisał początki muzycznej współpracy z Taupinem oraz zmagania z własną popularnością i sukcesem, zebrała mieszane recenzje krytyków, jednak została entuzjastycznie odebrana przez słuchaczy. W tym okresie nagrał też swoją wersję przeboju Johna Lennona i Paula McCartneya „Lucy in the Sky with Diamonds” z gościnnym udziałem Lennona. 28 listopada 1974 zagrał koncert w hali Madison Square Garden, na którym wykonał m.in. utwór „Whatever Gets You Through the Night” w duecie z Lennonem, dla którego był to ostatni koncert w życiu. W tym samym miesiącu wydał swoją pierwszą składankę przebojów pt. Elton John: The Greatest Hits, która dotarła do pierwszego miejsca na liście Billboard 200 i rozeszła się w nakładzie ponad 32 mln egzemplarzy, dzięki czemu pozostaje najlepiej sprzedającym się albumem w dorobku Johna.

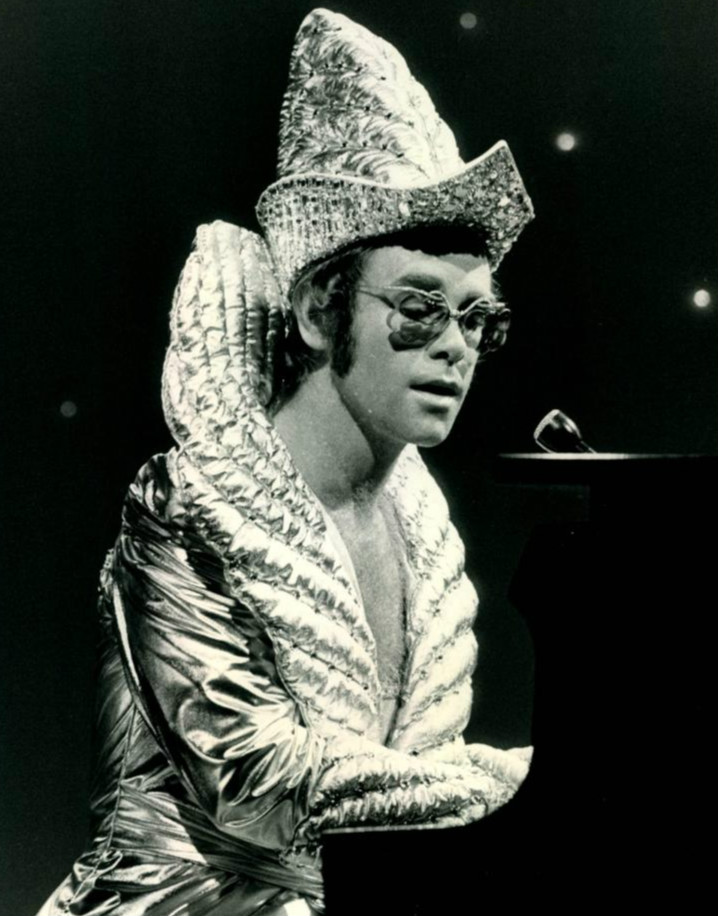
John (1975)

W maju 1975 wydał album pt. Captain..., który jako pierwsza płyta w historii zadebiutowała na pierwszym miejscu amerykańskiej listy sprzedaży Billboard 200. Niedługo po premierze krążka zdecydował się na zmiany w zespole, by odświeżyć swoje brzmienie i nadać mu bardziej funkowego, energicznego brzmienia. Z uwagi na jego dokonania artystyczne, burmistrz Los Angeles Tom Watson ogłosił 20–26 października 1975 „tygodniem Eltona Johna” – artysta wówczas odsłonił swoją gwiazdę na Hollywoodzkiej Alei Sław oraz zagrał dwa koncerty na Dodger Stadium. W tym czasie wydał też album studyjny pt. Rock of the Westies, który był jego drugą z rzędu, która zadebiutowała na pierwszym miejscu amerykańskiej listy sprzedaży. Wystąpił także jako Czarodziej w filmowej wersji rock-opery Tommy. Poza tym zmienił skład swojego koncertowego zespołu, a miejsce Nigela Olssona i Dee Murraya zajęli Caleb Quaye i James Newton Howard. Był nominowany do dwóch nagród Grammy – za najlepszy album (Caribou) i nagranie roku („Don’t Let the Sun Go Down on Me”), jednak nie wygrał w żadnej z kategorii.
Również w 1975 zakończył współpracę z Dick James Music, która wydała album koncertowy pt. Here and There, zawierający zapis dźwiękowy z koncertów Johna z 1972 i 1974. Po odejściu z wytwórni zaczął działać pod szyldem Rocket Records, jednocześnie zawiesił współpracę z Berniem Taupinem, a jego nowym tekściarzem został Gary Osborne. W 1976 wydał autorski singiel „Don’t Go Breaking My Heart”, który nagrał w duecie z Kiki Dee. Z utworem po raz pierwszy trafił na szczyt listy przebojów UK Singles Chart. Również w 1976 odbył kolejną w karierze międzynarodową trasę koncertową i wydał album pt. Blue Moves, który promował przebojem „Sorry Seems to Be the Hardest Word”.
W drugiej połowie lat 70. współpracował z Tomem Robinsonem, z którym napisał kilka piosenek (m.in. „Sartorial Eloquence”), a także z Timem Rice’em, z którym stworzył utwór „Legal Boys”. W 1977 zagrał koncert charytatywny z zespołem China na stadionie Wembley, poza tym odbył międzynarodową trasę koncertową z Rayem Cooperem, podczas której występowali kameralnie w teatrach. Wydał także drugą składankę swoich przebojów pt. Elton John – Greatest Hits Vol. 2, która uednak nie powtórzyła sukcesu pierwszej, docierając zaledwie do szóstego miejsca na liście UK Albums Chart i 21. miejsca na Billboard 200. Pod koniec 1977 ogłosił przerwę w karierze muzycznej, co było spowodowane wypaleniem zawodowym.
W 1978 wydał autorski singiel „Song for Guy”, dedykowany zmarłemu pracownikowi jego wytwórni, Guyowi Burchettowi, ale firma MCA odmówiła wydania piosenki w USA ze względu na słabe wyniki sprzedaży ostatniego albumu Johna w kraju. We wrześniu 1979 odbył dwumiesięczną trasę koncertową w USA pod hasłem „Back in the USSA”. Miesiąc później wydał album pt. Victim of Love, który jednak nie osiągnął sukcesu komercyjnego. Również w 1979 odbył trasę koncertową obejmującą kameralne występy w Europie i Izraelu, a także w ZSRR, przy czym został pierwszym zachodnim artystą, który wystąpił dla radzieckiej publiczności. W tym samym roku wydał w USA album pt. The Complete Thom Bell Sessions, nad którym pracował z Thomem Bellem.

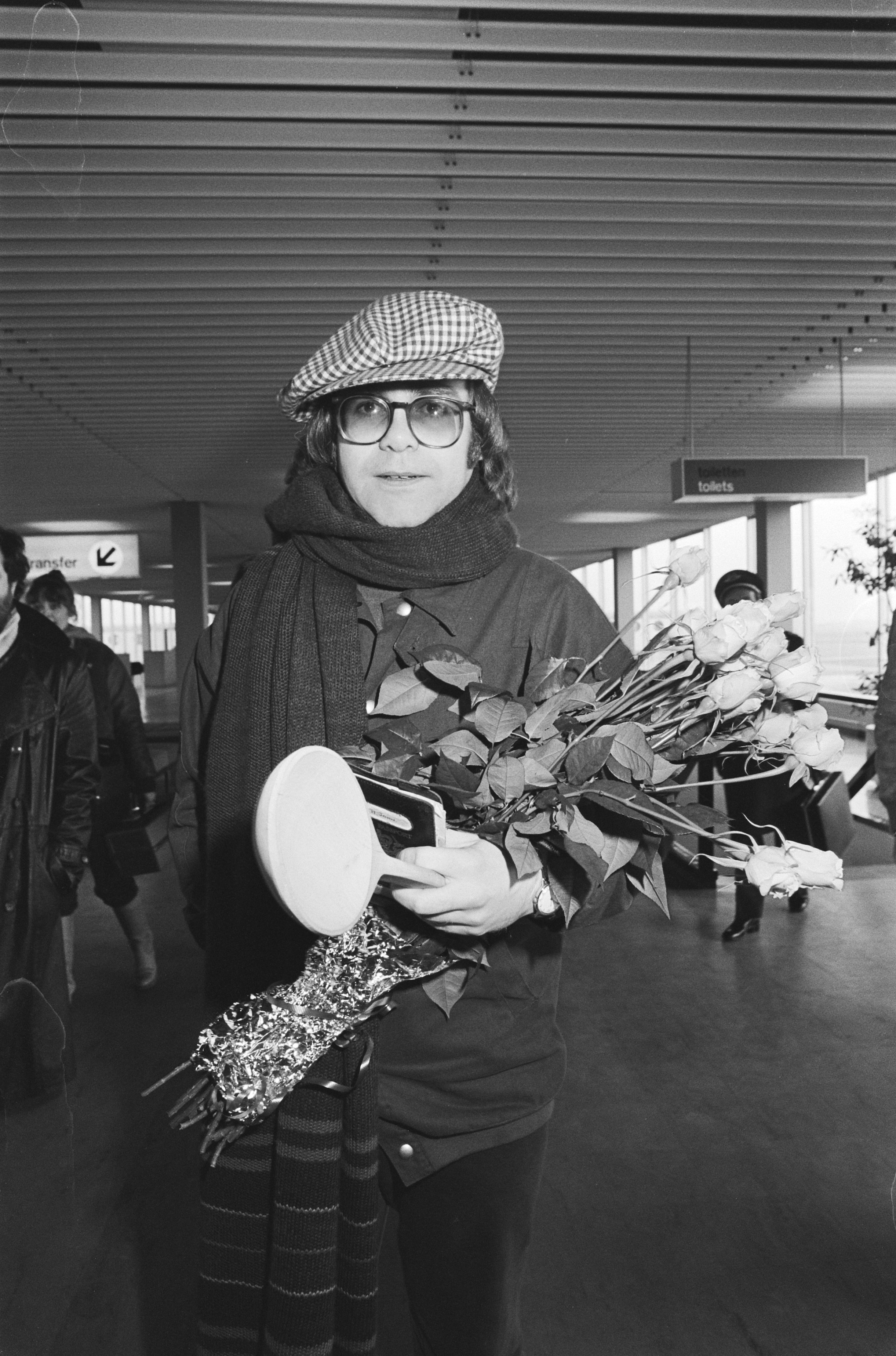
John (1979)

W maju 1980 wydał album pt. 21 at 33 zawierający utwory, które napisał m.in. z Berniem Taupinem. Po premierze płyty wyruszył w trasę koncertową po USA, a w jej ramach zagrał m.in. we wrześniu koncert w Central Parku przed półmilionową publicznością. Po śmierci Johna Lennona w 1980 napisał z myślą o nim utwór „Empty Garden”, ponadto zaśpiewał „Psalm 23” na pogrzebie artysty.

### 1981–1989: odThe FoxdoSleeping with the Past
W 1981 gościł jako atrakcja muzyczna na przyjęciu z okazji 21. urodzin księcia Andrzeja oraz wydał (nakładem amerykańskiej wytwórni Geffen Records) albumy The Fox i Jump Up!. John był rozczarowany współpracą z wytwórnią, ponieważ żadne z wydawnictw nie odniosło sukcesu komercyjnego. Drugą z płyt promował przebojem „Blue Eyes”, do którego napisania zainspirował go Vance Buck, były partner życiowy, który zachorował na AIDS. Pod koniec 1982 odbył kolejną trasę koncertową po USA.
W maju 1983 wydał album pt. Too Low for Zero, będący pierwszym od 1975, który współtworzył z Berniem Taupinem. Album promował tytułowym singlem i przebojem „I’m Still Standing”, którego tekst nawiązywał do byłej partnerki Taupina oraz do rozczarowującej współpracy Johna z Geffen Records. Album stał się przebojem, spędził 54 tygodnie na liście sprzedaży Billboard 200 i dotarł do siódmego miejsca na UK Albums Chart.
13 lipca 1985 zaśpiewał kilka swoich przebojów w trakcie koncertu charytatywnego Live Aid, podczas którego wraz z ponad 50 innymi gwiazdami estrady zebrał ponad 100 mln dolarów na rzecz ofiar głodu w Afryce. Zaangażował się także w zbieranie funduszy na walkę z AIDS. Również w 1985 wraz z Dionne Warwick, Gladys Knight i Steviem Wonderem nagrał singiel charytatywny „That’s What Friends Are For”, a całkowity dochód z jego sprzedaży został przekazany na rzecz fundacji American Foundation for AIDS Research.

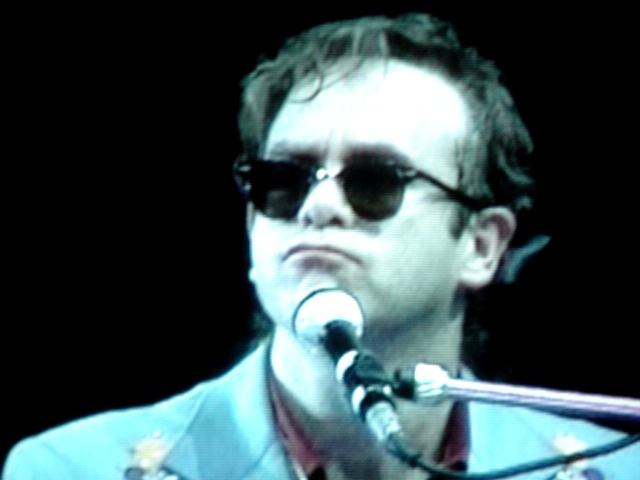
John podczas koncertu (1986)

28 czerwca 1986 wystąpił gościnnie na pożegnalnym koncercie zespołu Wham! na londyńskim stadionie Wembley, śpiewając z George’em Michaelem piosenkę „Candle in the Wind”. W tym samym miesiącu wraz z innymi artystami światowej sceny muzycznej wystąpił na stadionie Wembley w koncercie z okazji 10-lecia działalności organizacji charytatywnej Prince’s Trust. Również w 1986 wydał album pt. Leather Jackets, który określa jako najsłabszy w swym dorobku. Po premierze płyty wyruszył w trasę koncertową po Australii, która odbyła się pod hasłem „Tour de Force”. Po zakończeniu trasy poddał się operacji usunięcia torbieli ze strun głosowych.
Pod koniec 1988 nagrał album pt. Sleeping with the Past, wydany w 1989, na którym znalazły się utwory inspirowane muzyką lat 60. Płytę promował singlem zawierającym utwór „Healing Hands” i balladę „Sacrifice” na stronie B, która dzięki wypromowaniu go przez BBC Radio 1 w 1990 stała się przebojem. Jeszcze w 1989 wydał reedycję albumu pt. The Complete Thom Bell Sessions, wzbogaconą o trzy dodatkowe utwory nagrane z Thomem Bellem.

### 1990–1999: odTwo Roomsdo musicaluAida
W 1990 zaśpiewał utwór „Skyline Pigeon” na pogrzebie Ryana White’a, amerykańskiego nastolatka, który zmarł na AIDS. W sierpniu 1990 rozpoczął terapię odwykową, po której zakończeniu zrobił sobie półtoraroczną przerwę od pracy artystycznej. Wyjątek zrobił na potrzeby wspólnego występu z George’em Michaelem podczas jego koncertu w Wembley Arena w 1991, w którego trakcie zaśpiewali razem utwór „Don’t Let the Sun Go Down on Me”. Niedługo później wydali piosenkę na singlu, który stał się światowym przebojem i dotarł m.in. do pierwszego miejsca na liście Hot 100. Jeszcze w 1990 premierę miała sztuka teatralna Okulary Eltona Johna, która była zainspirowana zamiłowaniem artysty do ekstrawanckich kształtów noszonych przez niego okularów przeciwsłonecznych. Poza tym na rynku ukazały się kolejne dwie oficjalne składanki przebojów artysty – To Be Continued i The Very Best of Elton, który spędził dwa tygodnie na pierwszym miejscu listy UK Albums Chart.
W 1991 wraz z Berniem Taupinem wydał album pt. Two Rooms i film dokumentalny, który przybliżył kulisy współpracy duetu. 20 kwietnia 1992 zaśpiewał solowo piosenkę „The Show Must Go On” i „Bohemian Rhapsody” w duecie z Axlem Rosem w koncercie The Freddie Mercury Tribute Concert poświęconym pamięci Freddiego Mercury’ego. W maju 1992 został wprowadzony (z Berniem Taupinem) do Songwriters Hall of Fame, a w następnym miesiącu wydał album pt. The One, który został pierwszym w historii albumem uhonorowanym certyfikatem złotej płyty przez Recording Industry Association of America. Również w 1992 premierę ma album pt. Rare Masters, zawierający mniej popularne single Johna i nigdy wcześniej niepublikowane utwory, które nagrał podczas pracy nad poprzednimi płytami.

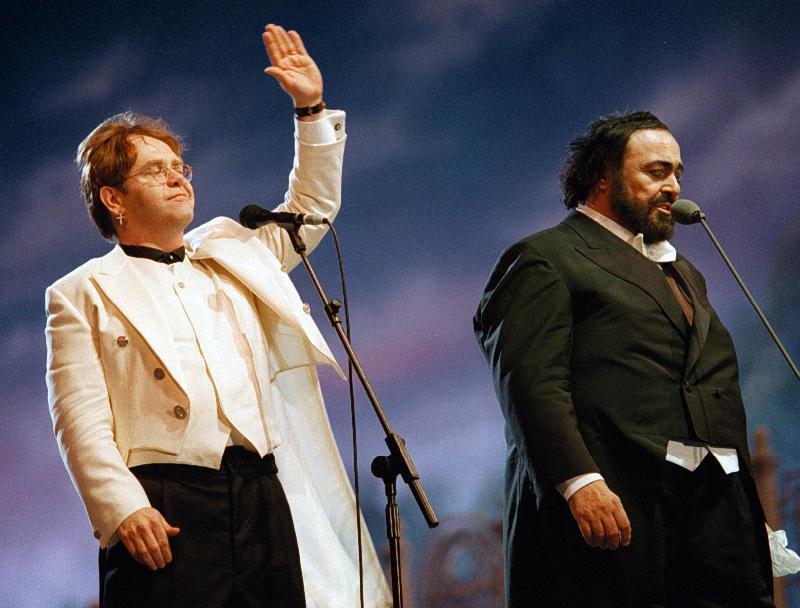
John i Luciano Pavarotti podczas koncertu w Modenie (1996)

W 1993 wydał album Duets, na którym umieścił nowe wersje swoich piosenek, ale nagrane z innymi wykonawcami. W następnym roku został wprowadzony do Rock and Roll Hall of Fame i nagrał drugą wersję piosenki „Don’t Go Breaking My Heart”, tym razem w duecie z RuPaulem. W tym samym roku kinową premierę miał film animowany Król lew, do którego John stworzył ścieżkę dźwiękową we współpracy z Timem Rice’em. W marcu 1995 obaj otrzymali Oscara za pochodzącą z filmu piosenkę „Can You Feel the Love Tonight?” (byli nominowani do nagrody w tej kategorii również za utwór „Hakuna Matata”).
W 1994 i 1995 odbył dwie trasy koncertowe „Face to Face” z Billym Joelem. Również w 1995 odebrał statuetkę Polar Music Prize Szwedzkiej Akademii Muzycznej, odbył drugą serię koncertów „Face to Face” z Billym Joelem oraz wydał album pt. Made in England. 27 lutego 1996 w Pałacu Buckingham w Londynie odebrał Order Imperium Brytyjskiego, przyznany mu przez królową Elżbietę II. Również w 1996 otrzymał nagrodę Royal Academy of Music jako jedyny w historii kompozytor muzyki rozrywkowej, poza tym zaśpiewał w duecie z Luciano Pavarottim utwór „Live Like Horses” podczas organizowanego przez śpiewaka koncertu charytatywnego w Modenie, podczas którego zbierano fundusze na rzecz ONZ, a także wraz z Davidem Furnishem założył firmę producencką Rocket Pictures.
W lipcu 1997 premierę miała musicalowa inscenizacja Króla lwa, do której John współtworzył muzykę. 22 lipca zaśpiewał w duecie ze Stingiem „Psalm 23” na pogrzebie projektanta mody Gianniego Versace. 3 września premierę miał Tantrums and Tiaras, dokumentalny film biograficzny o Johnie. Trzy dni później piosenkarz zaśpiewał nową wersję piosenki „Candle in the Wind” na pogrzebie księżnej Diany. Następnie wydał utwór na singlu, który okazał się hitem sprzedażowym – w samej Wielkiej Brytanii został sprzedany w nakładzie 650 tys. egzemplarzy w dniu premiery i łącznie w prawie 5 mln egzemplarzy, a w USA został sprzedany łącznie w ponad 11 mln sztuk, za co uzyskał status 11-krotnej platynowej płyty oraz został jednocześnie jedyną płytą w kraju sprzedaną w ponad 10-milionowym nakładzie i pierwszym diamentowym singlem w dziejach, ponadto rozszedł się w ponad 33 mln nakładzie na całym świecie, zostając drugim najlepiej sprzedającym się singlem w historii (po „White Christmas” Binga Crosby’ego z 1942). John wraz z pozostałymi twórcami i wytwórnią wydającą singiel zrzekły się profitów płynących z jego sprzedaży, przekazując całe dochody – 38 mln funtów – na rzecz fundacji księżnej Diany. Jesienią powrócił do koncertowania i napisał piosenkę do serialu animowanego Miasteczko South Park. Prowadził też rozmowy dotyczące wspólnej trasy koncertowej z Tiną Turner, jednak wycofał się z projektu ze względu na liczne uwagi artystki dotyczące jego wizerunku. Również w 1997 wystąpił w koncercie charytatywnym na rzecz fundacji Rainforest.
24 lutego 1998 z nadania królowej Elżbiety II uzyskał szlachectwo za promocję kultury brytyjskiej, a następnego dnia odebrał nagrodę Grammy dla najlepszego męskiego wykonawcę popowego (za piosenkę „Candle in the Wind”). Również w 1998 otrzymał nagrodę magazynu „Billboard” i American Music Award dla najlepszego dojrzałego wykonawcy męskiego. W tym samym roku napisał muzykę do filmu Muza i musicalu Aida, za którą zdobył nagrodę Tony i Grammy dla najlepszego musicalu. Poza tym zakończył wieloletnią współpracę z menedżerem Johnem Reidem, którego obwiniał za doprowadzenie go do bankructwa.

### 2000–2009: od musicaluBilly Elliotdo 60. urodzin

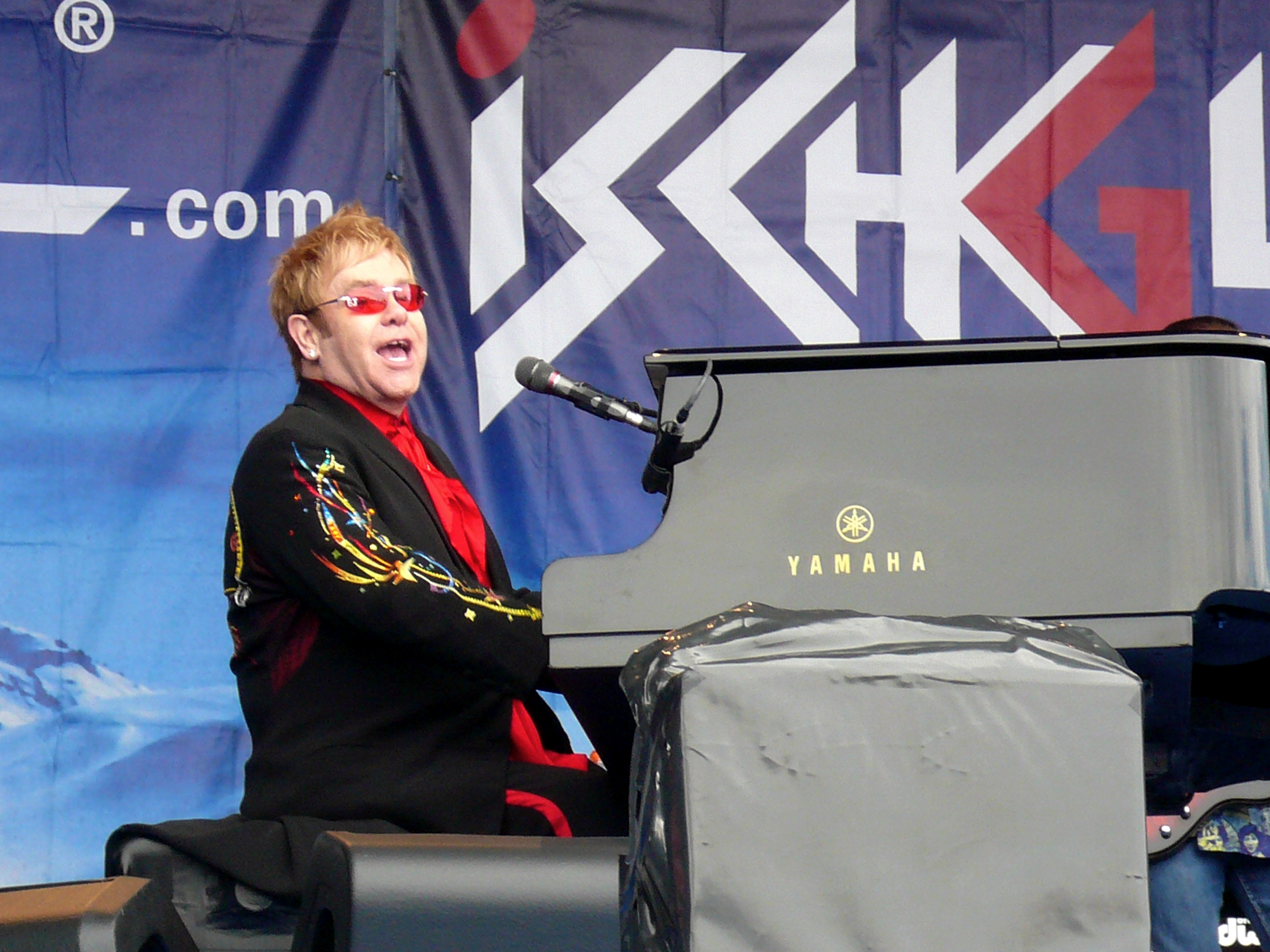
John (2008)

W lutym 2000 odebrał nagrodę Grammy dla osobowości roku za osiągnięcia w branży muzycznej i działalność dobroczynną. Poza tym skomponował piosenki do animowanego filmu Droga do El Dorado i zagrał serię koncertów pod hasłem „One Night Only” w Madison Square Garden, po której wydał składankę zawierającą zapis dźwiękowy z występów. Również w 2001 wydał album pt. Songs from the West Coast, z którym dotarł do drugiego miejsca na liście UK Albums Chart, a także odbył trasę koncertową pod hasłem „Face 2 Face” z Billym Joelem. W 2002 wystąpił w kilku koncertach charytatywnych, m.in. podczas imprezy organizowanej przez fundację Annual Rainforest Foundation w Nowym Jorku oraz w duecie z Rodem Stewartem podczas przyjęcia w MGM Grand Arena w Las Vegas. W 2003 odbył kolejną trasę koncertowo-promocyjną po USA oraz wydał remiks swojej piosenki z 1977 „Are You Ready for Love”, z którym dotarł do pierwszego miejsca na liście UK Singles Chart.
W 2004 odebrał z rąk prezydenta USA George’a Busha medal Kennedy Center Honors w uznaniu za wkład w kulturę amerykańską. W latach 2004–2009 występował z widowiskiem „The Red Piano” w The Colloseum at Caesars Palace w Las Vegas; zagrał łącznie 241 koncertów. W styczniu 2005 brał udział w nagraniach nowej wersji przeboju Erica Claptona „Tears in Heaven”, zrealizowaną z myślą o ofiarach trzęsienia ziemi na Oceanie Indyjskim. W kolejnych miesiącach napisał muzykę do brytyjskiego musicalu Billy Elliot i do krótkometrażowego broadwayowskiego musicalu Lestat. Oprócz tego był jednym z organizatorów koncertów z serii Live 8 i otrzymał nagrodę „Legenda Disneya”. W 2007 zagrał koncert charytatywny na placu Niepodległości w Kijowie, którym chciał zwiększyć świadomość Ukraińców nt. AIDS. W tym samym roku z okazji swoich 60. urodzin zagrał koncert w Madison Square Garden, który został zarejestrowany i wydany na albumie DVD. W 2008 napisał piosenkę „The Drover's Ballad” do filmu Australia.
W 2009, na zaproszenie gitarzysty Jerry’ego Cantrella, zagrał na fortepianie w akustycznej balladzie „Black Gives Way to Blue”, będącej hołdem dla zmarłego wokalisty grupy Alice in Chains, Layne’a Staleya. Utwór znalazł się na czwartym albumie studyjnym zespołu pt. Black Gives Way to Blue.

### Od 2010: wydanie albumuThe Unioni filmuRocketman
W 2010 wydał album pt. The Union, który nagrał z Leonem Russellem. W 2011 powrócił do rezydentury w Colloseum w Caesars Palace w Las Vegas, tym razem z widowiskiem „The Million Dollar Show”; do 2018 zarobił na rezydenturze 131 mln dol. Również w 2011 premierę miał film animowany Gnomeo i Julia, do którego John współtworzył muzykę. W 2012 wydał pierwszy w karierze album z remiksami pt. Good Morning to the Night, na którym umieścił przeróbki swoich piosenek wykonane przez grupę Pnau.
W 2017 premierę miał film Matthew Vaughna Kingsman: Złoty krąg, w którym John zagrał samego siebie. 17 maja 2018 po raz ostatni wystąpił z programem „The Million Dollar Show” w Las Vegas, a 8 września 2018 występem w Allentown rozpoczął pożegnalną trasę koncertową obejmującą 300 występów na wszystkich kontynentach.

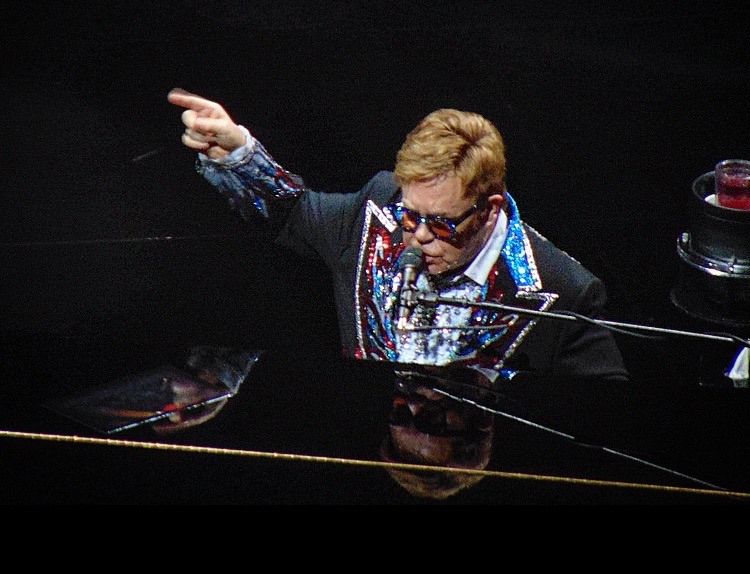
John podczas trasy koncertowej w Tampa (2019)

W 2019 premierę miał Rocketman, film biograficzny o Johnie, którego artysta był współproducentem. W tym samym roku na rynku ukazała się jego książka autobiograficzna pt. Me. W czerwcu 2020 Renate Blauel pozwała Johna za naruszenie umowy rozwodowej, czego miał się dopuścić, opowiadając w książce o ich małżeństwie, ale już w październiku tego samego roku potwierdzono polubowne rozwiązanie sprawy między byłymi małżonkami.
16 lutego 2020 przerwał koncert na Mount Smart Stadium w Auckland z powodu nagłej utraty głosu wywołanej zapaleniem płuc. Kilka dni później jego pożegnalna trasa koncertowa została zawieszona z powodu rozwoju pandemii COVID-19. Podczas trwającego kryzysu epidemicznego zaangażował się w kilka organizowanych zdalnie widowisk muzycznych, podczas których zbierano fundusze na rzecz opieki zdrowotnej, zajmującej się ofiarami zakażenia wirusem SARS-CoV-2. W tym czasie ukazało się także kilka piosenek, na których gościnnie się udzielił – „Ordinary Man” Ozzy’ego Osbourne’a, „Sine from Above” Lady Gagi i „The Pink Phantom” grupy Gorillaz i 6lacka. W czerwcu 2020 dramaturg i pisarz James Graham ogłosił, że pracuje z Johnem nad musicalem o amerykańskich teleewangelistach z lat 80.
12 czerwca 2021 wydał na winylu album pt. Regimental Sgt. Zippo, który nagrał już w 1968, jednak jego premiera została wówczas zawieszona. 10 listopada odebrał z rąk księcia Karola Order Towarzyszy Honoru za „zasługi o znaczeniu państwowym”. 3 grudnia wraz z Edem Sheeranem wydał piosenkę „Merry Christmas”, z której dochód ma zostać przeznaczony po połowie na fundacje dobroczynne artystów – Elton John AIDS Foundation i Ed Sheeran Suffolk Music Foundation.
W 2023 oficjalnie zakończył działalność koncertową.

## Działalność społeczna
Od 2004 corocznie otwiera sklep ze swoimi używanymi ubraniami.
W styczniu 2008 zakupił 120 terenowych motocykli dla służb medycznych w Lesotho. W grudniu 2008 przekazał tysiąc biletów na swój koncert dwóm szpitalom, których władze następnie sprzedały je za symboliczne sumy, a zyski przekazały na cele charytatywne.
W 2015 zaapelował do władz Ukrainy o zmiany dotyczące praw człowieka, w tym osób LGBT, wyraził także chęć rozmów z Władimirem Putinem o konieczności poprawy sytuacji gejów w Rosji.
W lutym 2021 wystąpił w kampanii społecznej zachęcającej Brytyjczyków do szczepienia się przeciw COVID-19.
Znany jest z pomagania innym artystom w sytuacjach kryzysowych. Wsparł psychicznie i materialnie m.in. Stephena Gately’ego po jego gejowskim coming oucie i wyrzuceniu z Boyzone, nawiązał artystyczną współpracę z walczącym z uzależnieniem od narkotyków Robertem Downeyem Juniorem oraz pomógł wyjść z alkoholowego i narkotykowego nałogu Robbiemu Williamsowi.

### Elton John AIDS Foundation

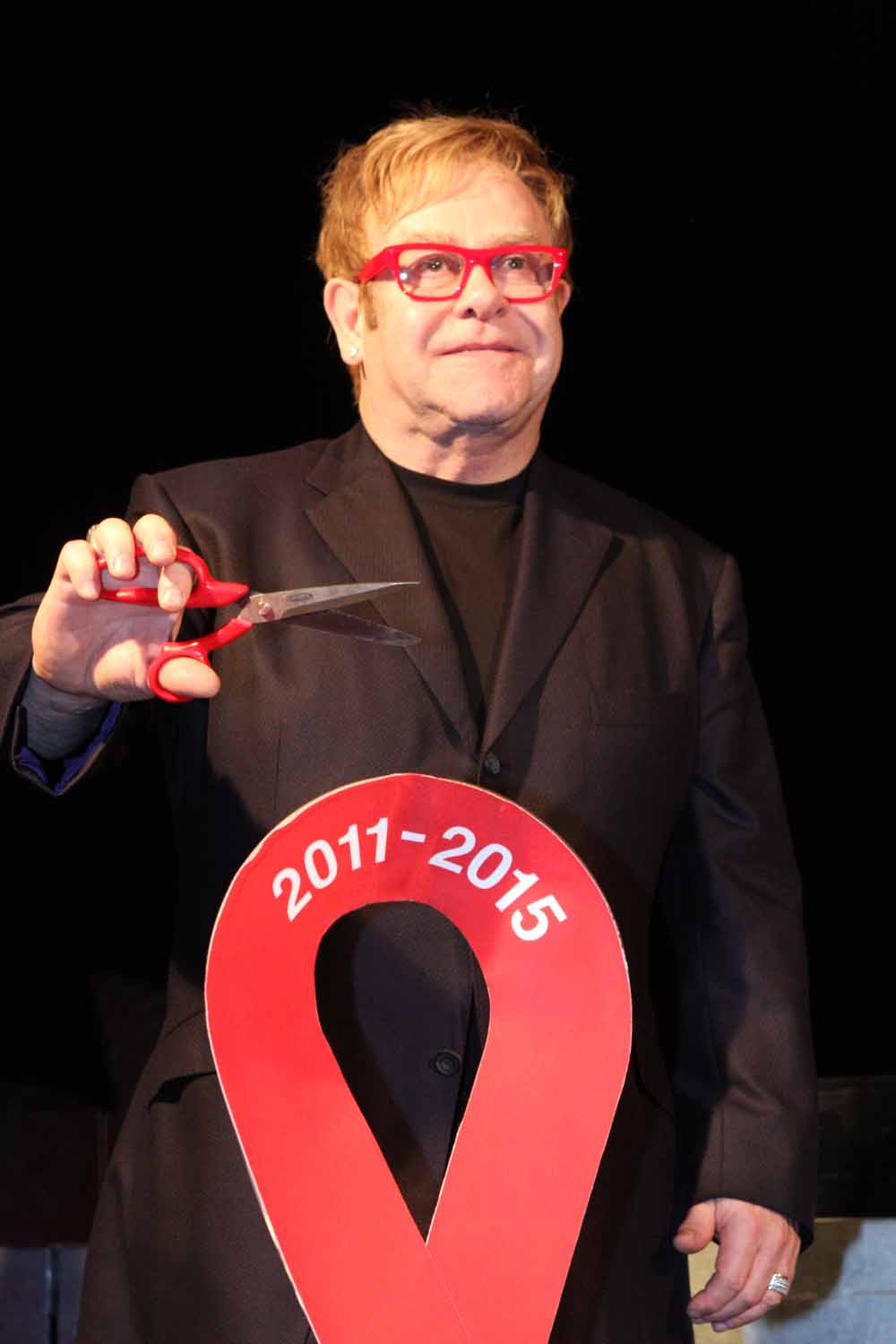
John podczas Światowego Dnia AIDS w Sydney (2011)

Aktywnie angażuje się w zwiększanie świadomości społecznej nt. ochrony przed zakażeniem HIV oraz pomocy osobom zakażonym wirusem i zmagającym się z AIDS. W latach 90. uczestniczył m.in. w pochodzie AIDS Walk Atlanta, następnie został wolontariuszem organizacji Project Open Hand, zajmującej się dostarczaniem żywności ludziom chorym na AIDS w Atlancie, a także uczestniczył w uroczystym otwarciu Grady Ponce De Leon HIV Center, placówki identyfikującej wszelkie istniejące możliwości pomocy osobom zakażonym HIV. W październiku 1992 uczestniczył w charytatywnym koncercie w Madison Square Garden, na którym zbierano fundusze na rzecz badań nad HIV i AIDS.
Zainspirowany historią nastoletniego Ryana White’a, w 1992 założył Elton John AIDS Foundation, finansującą programy ds. profilaktyki HIV/AIDS, przeciwdziałającą uprzedzeniom i dyskryminacji wobec ludzi dotkniętych AIDS oraz wspierającą osoby żyjące z ryzykiem zarażenia się HIV. By zebrać pieniądze na rozpoczęcie działalności, w 1993 sprzedał swoją kolekcję ponad 66 tys. płyt za 271 tys. dol., z czego 170 tys. dol. zasiliło fundusz Terrence Higgins pomagający pacjentom chorym na AIDS. Od 1993 organizuje przedoscarowy bal dobroczynny „Academy Awards Viewing Party”, a od 1999 – przyjęcie „White Tie & Tiara”; oba wydarzenia odbywają się z udziałem sławnych osobistości. W 2006 przeznaczył jeden ze swoich dwóch fortepianów Yamaha na aukcję internetową eBay, a zysk ze sprzedaży – 170 tys. dolarów – przeznaczył na działalność swojej fundacji.
Organizuje charytatywne mecze tenisowe z udziałem celebrytów pod hasłem „Advanta WTT Smash Hits”.
W ramach działań fundacji aktywnie włącza się w finansowanie badań nad AIDS oraz testów na HIV i AIDS.

## Charakterystyka muzyczna i inspiracje
W młodości zafascynował się muzyką Winifred Atwell i Elvisa Presleya, Raya Charlesa, Nata Kinga Cole’a, Franka Sinatry i George’a Shearinga. Pisząc swoje pierwsze piosenki, inspirował się Catem Stevensem i Leonardem Cohenem oraz zespołami: The Beatles i The Moody Blues. W późniejszych latach do pisania inspirował go także duet Delaney & Bonnie i zespół The Band.
Tworząc piosenki, najpierw komponuje muzykę, do której następnie powstają teksty. Na albumie Tumbleweed Connection umieścił piosenki o tematyce amerykańskiej, kowbojach i pionierach. Płyta Madman Across the Water charakteryzuje się mocną, lekko psychodeliczną muzyką soft rockową. Album Honky Château był jego pierwszą płytą zawierającą elementy rocka. Na albumie Victim of Love umieścił piosenki w stylu disco. Z początkiem lat 80. zainteresował się nową falą, poza tym uległ modzie na dźwięki syntetyczne oraz zaczął komponować bardziej dynamiczne, popowe piosenki. W latach 90. uwydatnił swój głos w balladach, z których wiele stało się przebojami. Albumem Songs from the West Coast, na którym powrócił do brzmień country-rockowych.
W 1987 przeszedł operację usunięcia torbieli ze strun głosowych, wskutek czego jego głos stracił część górnego rejestru na korzyść głębszej barwy.

## Wizerunek
Na początku kariery solowej wypracował indywidualny styl ubierania się, nosił m.in. koszulki z oryginalnymi nadrukami, obcisłe szorty, długie podkolanówki i buty ze skrzydłami. Zasłynął z ekstrawaganckich kostiumów, w których pokazywał się na koncertach i wydarzeniach publicznych. Często nosił kreacje projektu Tommy’ego Robertsa i Gianniego Versace, nad kostiumami współpracował też z Bobem Mackiem. Jego znakiem rozpoznawczym stały się okulary przeciwsłoneczne z oryginalnymi kształtami tarcz. Ma bogatą kolekcję butów na koturnach. Pod koniec lat 70. na krótko porzucił krzykliwy wizerunek na rzecz stonowanych stylizacji, by na początku lat 80. ponownie zacząć występować w efekciarskich strojach. W tym okresie często pokazywał się publicznie w kapeluszu słomkowym, który stał się stałym elementem jego wizerunku. Z początkiem lat 90. znów zrezygnował z szalonych kostiumów scenicznych.
Podczas koncertów często występuje na stojąco przy fortepianie. Na jego ruch sceniczny mieli wpływ Winifred Atwell, Jerry Lee Lewis i Little Richard.

## Życie prywatne

Herb Sir Eltona Johna.

Jest ojcem chrzestnym Seana Lennona (syna Johna Lennona i Yoko Ono) oraz Brooklyna i Romea (synów Victorii i Davida Beckhamów).
Od dzieciństwa kibicuje klubowi Watford. W latach 70. XX w. wsparł go finansowo, gdy zmagał się z problemami, w 1973 został jego wiceprezesem, a trzy lata później – prezesem, uprzednio wykupując udziały w klubie. W 2002 zrezygnował z prezesury. W 2014 jego imieniem nazwano trybunę honorową na stadionie klubu.

### Orientacja seksualna i związki

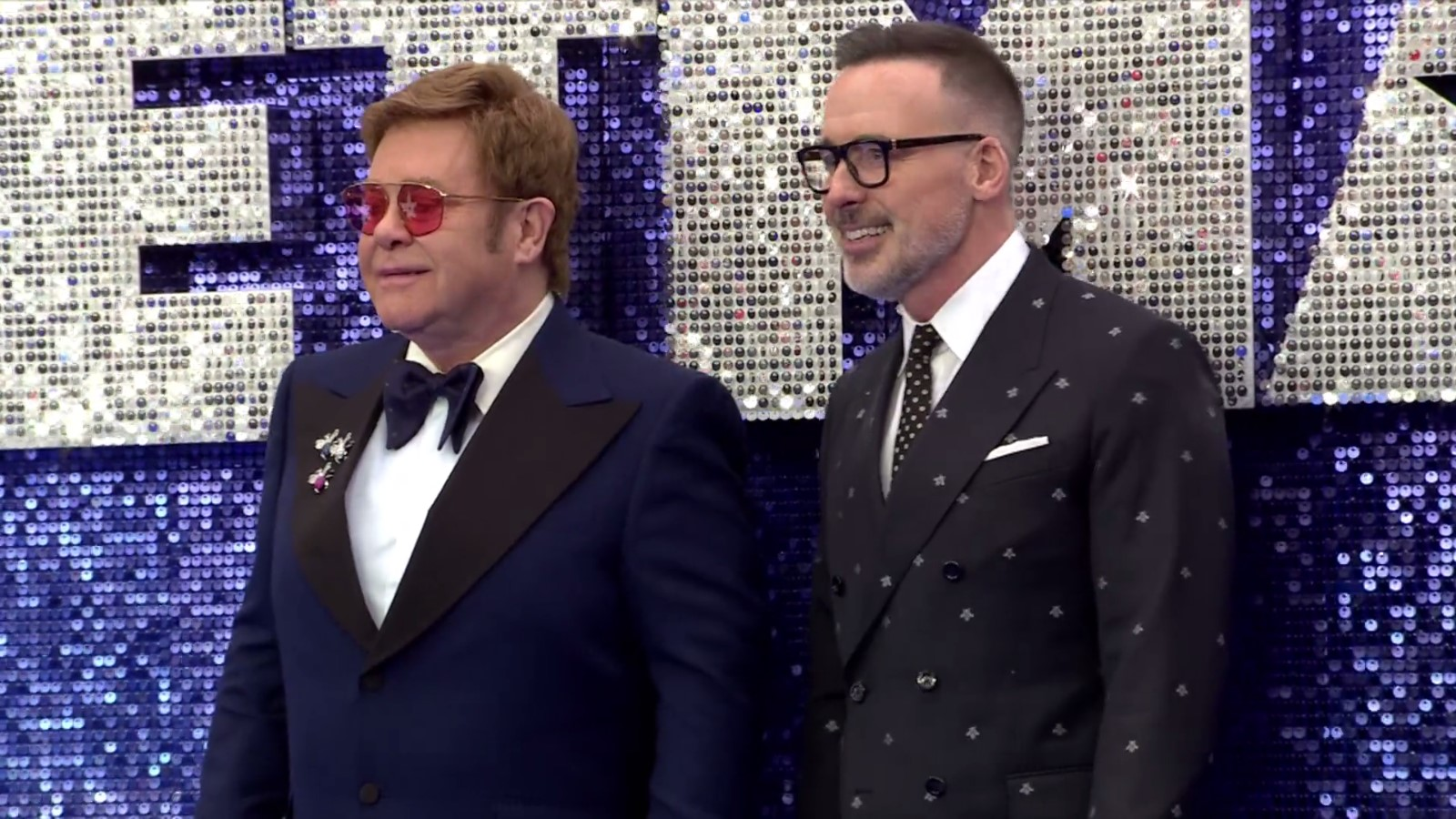
John i David Furnish na premierze filmu Rocketman (2019)

W 1976 na łamach magazynu „Rolling Stone” ujawnił, że jest biseksualistą, co spowodowało nagły spadek jego popularności w USA. Kilka lat później określił się jako gej.
W 1968 zaręczył się z Lindą Woodrow. W latach 70. XX w. pozostawał w nieformalnym związku ze swoim menedżerem, Johnem Reidem, a po rozstaniu przez kilkanaście lat kontynuowali współpracę. 14 lutego 1984, cztery dni po zaręczynach, poślubił realizatorkę dźwięku Renatę Blauel, z którą rozwiódł się cztery lata później. Następnie związał się z Hugh Williamsem, pod którego wpływem podjął terapię odwykową w 1990. Pozostawał w nieformalnym związku także z Johnem Scottem. W 1993 poznał Davida Furnisha, z którym wkrótce się związał. 21 grudnia 2005 zawarli cywilny związek partnerski w ratuszu w Windsorze. 21 grudnia 2014, korzystając ze zmiany brytyjskiego prawa, zawarli związek małżeński. 25 grudnia 2010 zostali ojcami Zacharego Jacksona Levona, którego trzecie imię jest nawiązaniem do Lwa, podopiecznego jednego z ukraińskich sierocińców, które John odwiedził w 2009. 11 stycznia 2013 urodził się drugi syn, Elijah Joseph Daniel. Obu chłopców urodziła im anonimowa kobieta-surogatka.

### Uzależnienia i zdrowie
Na początku lat 70. XX w. zaraził się mononukleozą. W lipcu 1999 wszczepiono mu sztuczny rozrusznik serca. W 2017 przeszedł operację związaną z rakiem prostaty.

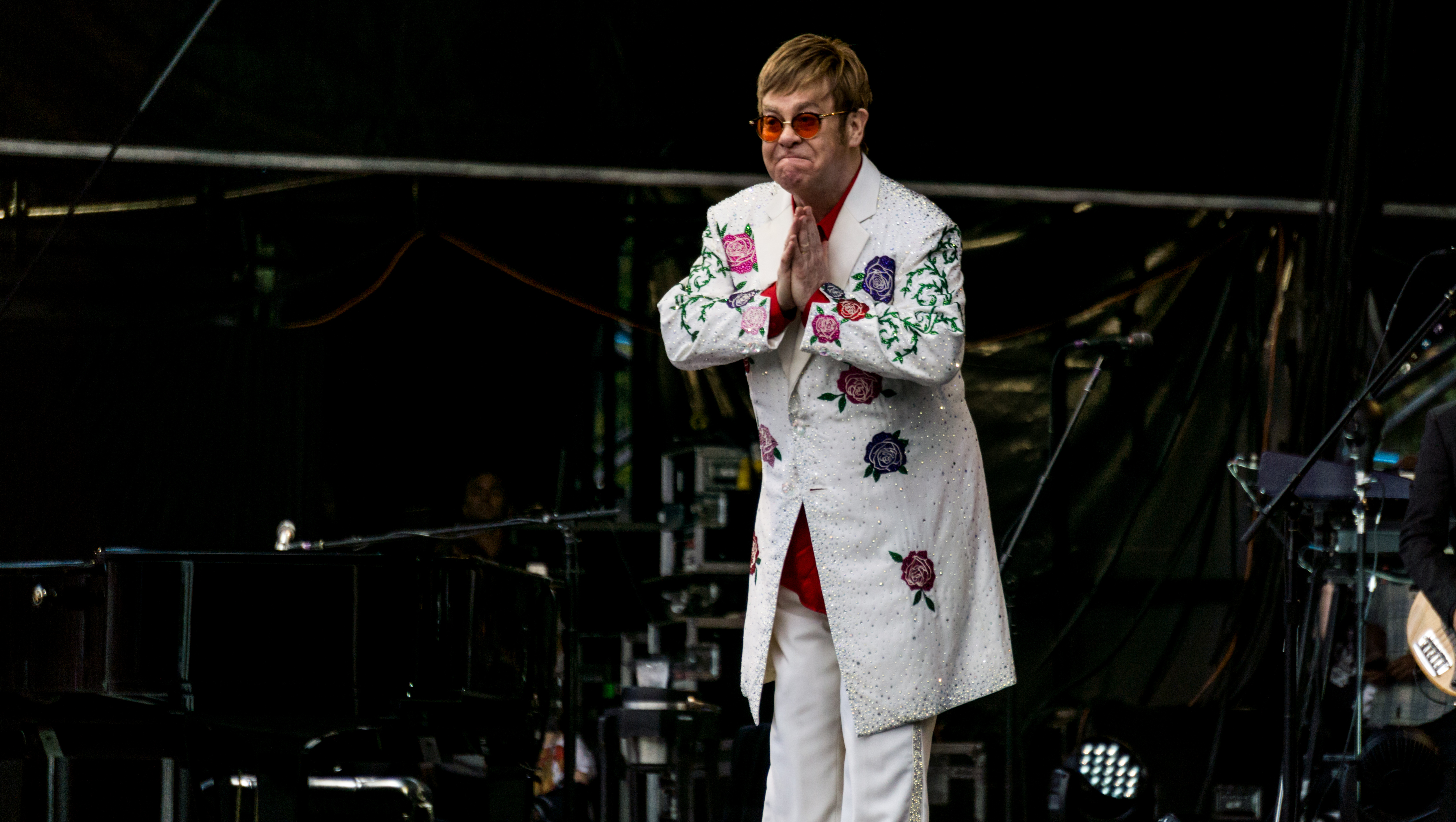
John podczas koncertu na stadionie Twickenham Stoop (2017)

W pierwszej połowie lat 70. XX w. uzależnił się od alkoholu i kokainy, a w latach 80. zmagał się także z bulimią. Poruszony śmiercią nastoletniego przyjaciela, Ryana White’a, a także namówiony przez ówczesnego partnera życiowego, Hugh Williamsa, w lipcu 1990 rozpoczął sześciotygodniową terapię odwykową w Parkside Lutheran Hospital w Illinois. W latach 90. nawiązał przyjaźń z Michaelem Jacksonem, który w 1997 zadedykował mu album pt. Blood on the Dance Floor (HIStory in the Mix), wyrażając tym samym wdzięczność za wsparcie, jakim Brytyjczyk obdarzał go podczas jego walki z uzależnieniem od środków przeciwbólowych.

### Majątek
John ma wiele nieruchomości rozsianych na całym świecie. W Old Windsor ma 15-hektarową wiejską posiadłość Woodside. Jest też właścicielem: luksusowych apartamentów w Londynie, Atlancie, Nicei i Wenecji, posiadłości Castel Mont Alban na Lazurowym Wybrzeżu oraz apartamentu w hotelu Caesars Palace w Las Vegas, gdzie co roku gra kilkadziesiąt koncertów. W latach 70. XX w. kupił dom przy Tower Grove Drive w Los Angeles.
Jest kolekcjonerem sztuki i posiada jedną z największych prywatnych kolekcji fotografii na świecie.

## Filmografia

### DVD koncertowe
- The Very Best of Elton John (1990, 2000)
- Elton John Live in Barcelona (1992, 2000)
- Love Songs (1995, 2001)
- Classic Albums – Elton John: Goodbye Yellow Brick Road (2001)
- Elton John One Night Only: The Greatest Hits Live at Madison Square Garden (2001)
- Live in Australia (nagrane w 1987, 2003?)
- To Russia with Elton (nagrane w 1980, 2004)
- Dream Ticket (DVD) 4-Disc Box Set (2004)
- Two Rooms: Celebrating the Songs of Elton John & Bernie Taupin (nagrane w 1991, 2005)
- Elton 60 – Live at Madison Square Garden (2 DVD set) (2007)

### Filmy i seriale
- Born to Boogie (1972) jako on sam z Marcem Bolanem i Ringo Starrem
- Tommy (1975) jako Pinball Wizard
- Spice World (1997) jako on sam
- Tantrums and Tiaras (1997, film autobiograficzny) jako on sam
- Will & Grace (2001) jako on sam
- Country Miśki (2002) jako on sam
- Kingsman: Złoty krąg (2017) jako on sam

## Odznaczenia
- Odznaka Rycerza Kawalera – 1998[119][216]
- Commander Orderu Imperium Brytyjskiego – 1996[109]
- Order Towarzyszy Honoru – 2021[153]
- Chevalier Legii Honorowej – Francja, 2019[217][218]
- Officier Orderu Sztuki i Literatury – Francja, 1993[217]
- National Humanities Medal – Stany Zjednoczone, 2022[219]